# Alamara
Una alamara és un cordó rematat en nus, el qual fa funció de trau i tanca, bé amb botó, bé per enllaç amb una altra alamara, a la manera dels gafets; serveix per a cordar o cloure una peça de vestir, una cortina, etc. El mot alamara prové de l'àrab al amâra (franja), i està documentat en català des del segle xvii.

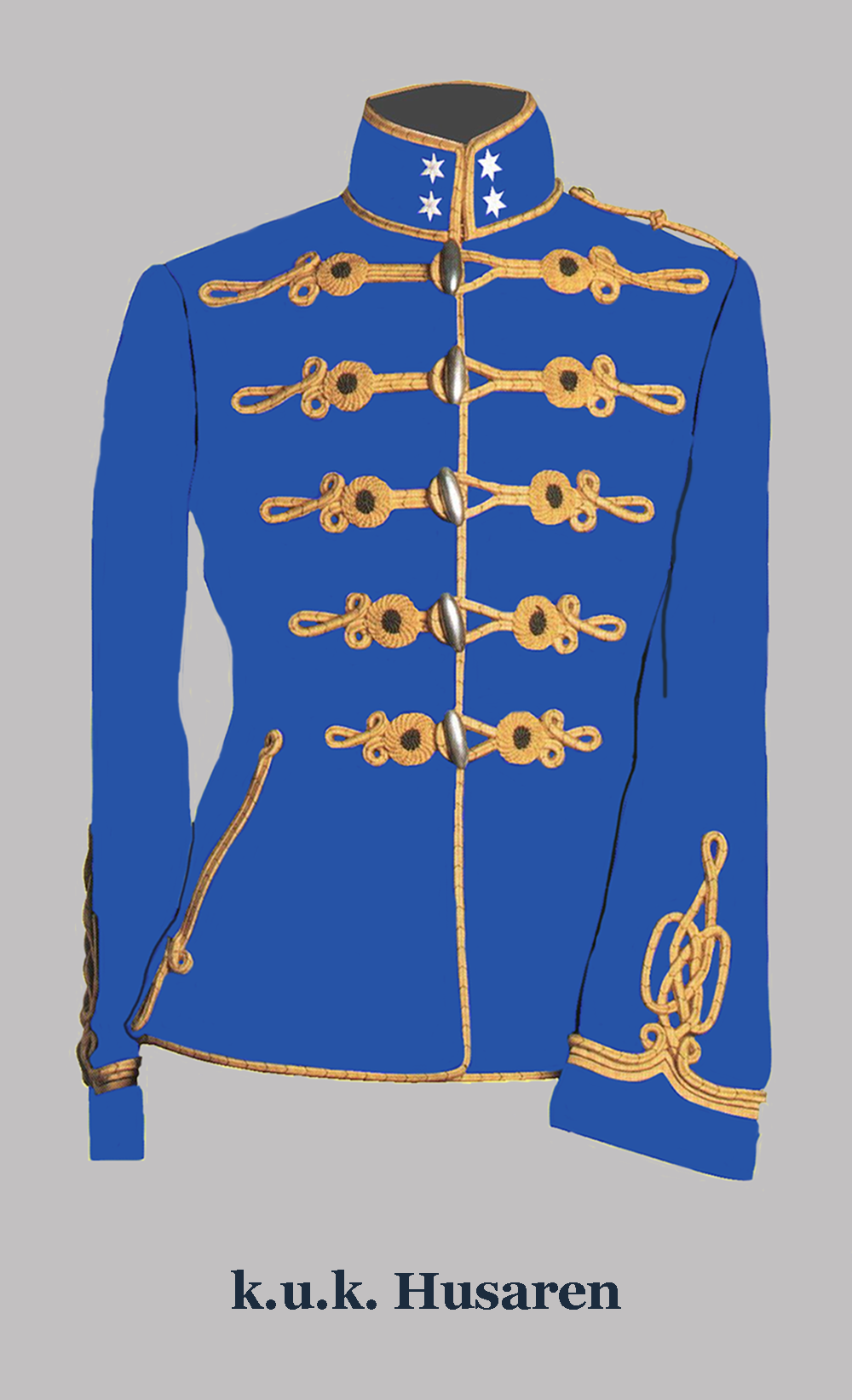
Attila de caporal d'hússars (Àustria-Hongria, vers 1890) cordada amb alamares

Un tipus particular d'alamara és el nus hongarès, o alamara d'estil hússar, confeccionat en cinta de seda, pell o cordó i recargolat de manera força elaborada. Aquesta mena d'alamara s'introduí a l'Europa Occidental a inicis del segle xviii, com a element integrant de l'uniforme dels hússars; aquests l'usaven perquè formava part del vestit nacional, el qual havia cristal·litzat quan a Hongria encara no es coneixien els botons. Aviat el nus hongarès esdevingué un dels elements més emblemàtics de l'uniforme d'hússar, cosa que encara en reforçà el valor de símbol nacional hongarès, incorporat de llavors ençà a tota mena d'uniformes d'aquell país; per exemple, la infanteria hongaresa n'usava per a cordar-se la característica casaca curta (attila), al segle XVIII; la del segle xix duia als pantalons un brodat en forma de nus hongarès; ja al segle xx, l'exèrcit de l'Hongria independent duia divises i emblemes de coll cordiformes, a faiçó de nus hongarès; etc.

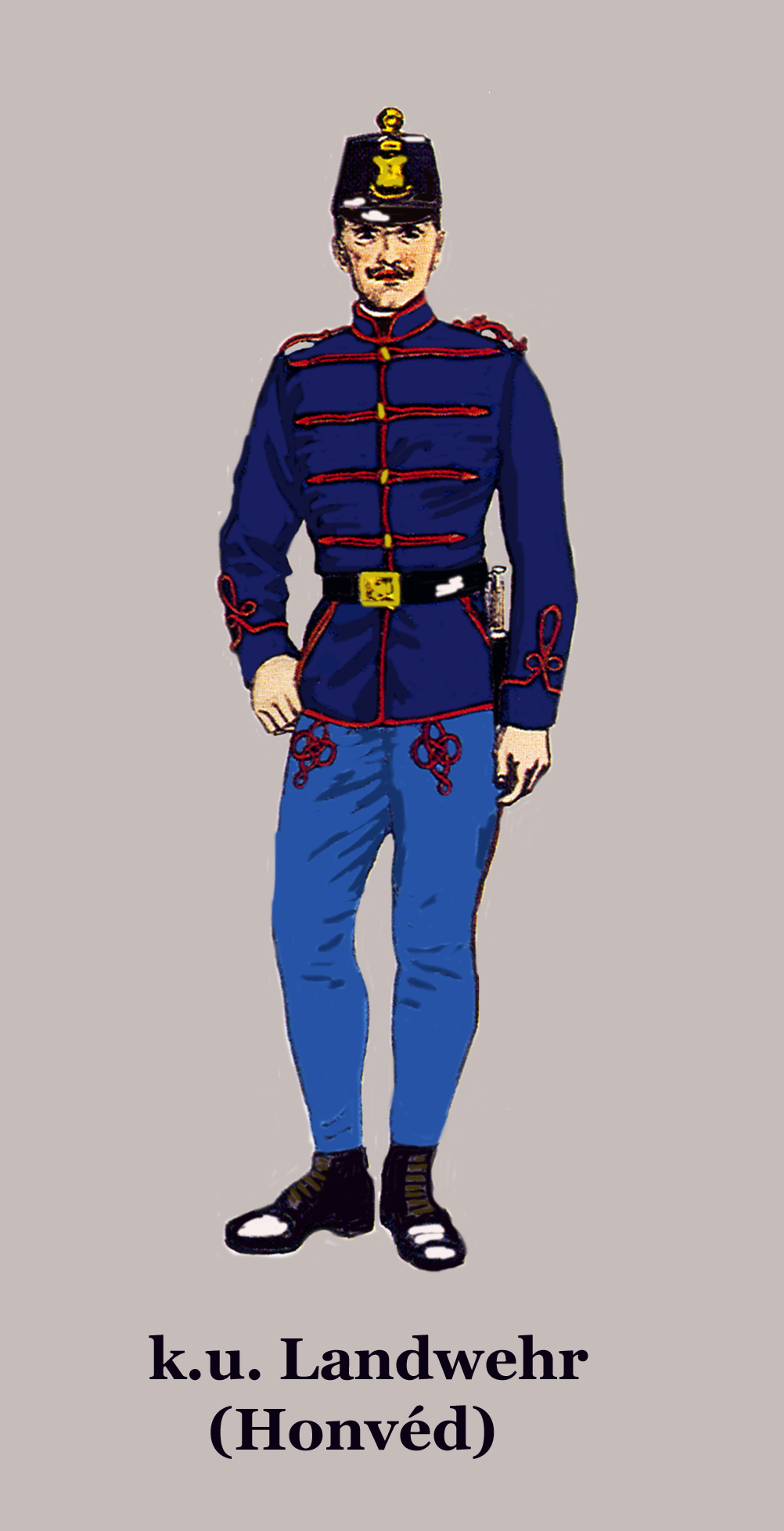
Soldat d'infanteria de la Honvéd hongaresa (1901) amb ornaments cordiformes (alamares) a la guerrera i als pantalons

Esdevingut signe d'elegància militar, a partir del segle xviii el nus hongarès fou incorporat per altres unitats de diversos exèrcits, sobretot entre l'oficialitat; com entre els hússars, el nus hongarès no s'emprava tan sols com a sistema de fermall, sinó també com a simple ornament que n'imitava la forma i que es podia dur als punys, als muscles, etc.; també era habitual adornar la part superior del quepis amb un ornament amb forma de nus hongarès. Encara avui s'empra el nus hongarès (real o imitat) en determinats uniformes de gala (per exemple, als EUA).
En l'ús civil, on ja es coneixien altra mena d'alamares, el nus hongarès s'introduí en el segle xix, com a element ornamental, popular sobretot en la moda femenina de diversos períodes.
És admissible de designar el nus hongarès simplement com a alamara.